# Amioplasia
La amioplasia es una condición física caracterizada por la falta general de desarrollo y crecimiento de los músculos en los recién nacidos, quienes presentan contracturas y deformidades en la mayoría de las articulaciones. La amioplasia es la forma más común de artrogriposis.
Se caracteriza principalmente por presentarse en las extremidades donde se da el reemplazo del músculo esquelético por tejido fibroso denso y adiposo. Estudios sobre la amioplasia han revelado hallazgos similares en el tejido muscular debido a varias causas incluyendo la agenesia de sacro y enfermedades celulares de las astas anteriores. Por ello, la amioplasia también puede ser una vía intermedia común, en lugar de la causa principal de las contracturas.

## Apariencia y características
Los niños con amioplasia comúnmente sufren de hombros rotados internos, codos extendidos y muñecas flexionadas en el cúbito. El tipo de desplazamiento de las caderas y rodillas puede variar, y normalmente tienen pie equinovaro. La mayoría de los niños tienen un padecimiento simétrico en las extremidades. Aproximadamente 10% de los niños con amioplasia han mostrado evidencia de riesgo vascular, incluyendo atresia intestinal, defectos en la pared intestinal y gastrosquisis.

## Diagnóstico
La amioplasia es la forma más común de artogriposis congénita múltiple, donde se presentan varias contracturas de articulaciones al nacer. El término artrogriposis se deriva del Griego, que significa "pliegues en las articulaciones". Se manifiesta en 1 de cada 3,000 nacimientos (vivos). Hasta hoy, se conocen más de 150 tipos de artogriposis congénita múltiples y la amioplasia representa el 40% de los casos.

## Causas
No hay un solo factor que se haya encontrado de forma consistente en las historias prenatales de los individuos afectados con amioplasia y, en algunos casos, no hay una causa conocida de la enfermedad.
La amioplasia es una condición esporádica que se origina por la falta de movimiento fetal en el útero. No hay un gen específico conocido que cause este desorden. Se cree que la enfermedad es multifactorial, es decir, numerosos genes y factores ambientales juegan un papel en su desarrollo. El riesgo de recurrencia es mínimo entre hermanos o descendencia de individuos afectados. No se han presentado reportes de casos recurrentes de amioplasia en una familia.
Se cree que la acinesia fetal es causada por varias anomalías maternas y fetales. En algunos casos, el útero materno no impide el movimiento fetal adecuado debido a una falta de líquido amniótico, fenómeno que se conoce como oligohidramnios. El útero también puede tener una forma anormal, conocido como útero bicornio. 
La acinesia fetal también puede tener una causa miogénica, lo que significa que los músculos fetales no se desarrollan correctamente debido a una enfermedad muscular (por ejemplo, una distrofia muscular congénita. De igual forma, defectos en los tendones y en el esqueleto pueden contribuir a la acinesia fetal y ser la causa principal de la amioplasia. También se pueden presentar malformaciones en el sistema nervioso central y/o en la médula espinal que pueden derivar en la falta de movimiento fetal en el útero. Esta causa neurogénica normalmente es acompañada por una amplia variedad de otras condiciones. Entre otras causas de acinesia fetal pueden encontrarse la fiebre maternal durante el embarazo o un virus.

## Síntomas
La amioplasia se genera cuando el feto no puede moverse lo suficiente dentro del útero. Las madres de los niños con el desorden comúnmente reportan que su bebé era anormalmente quieto durante el embarazo. La falta de movimiento en el útero (fenómeno conocido como acinesia fetal) permite que se forme tejido conective adicional en las articulaciones, por lo que éstas quedan fijas. El tejido conectivo adicional reemplaza al tejido muscular, llevando a la debilidad y dándole a los músculos una apariencia en descomposición. Gracias a la falta de movimiento, los tendones que unen a los músculos con los huesos no pueden estirarse hasta su largo regular y también contribuye a la falta de movimiento de las articulaciones.

## Tratamiento
Puede requerirse cirugía para tratar deformidades congénitas que frecuentemente van de la mano con la artogriposis. La cirugía en pies, rodillas, caderas, codos y muñecas puede ser útil si el paciente requiere un mayor rango de movimiento una vez que la terapia ha llegado a sus máximos resultados. En algunos casos, la transferencia tendinosa también puede mejorar el movimiento. Las deformidades en los pies, caderas y médula espinal pueden requerir cirugía de corrección a la edad de un año.

## Pronóstico
El pronóstico general para los niños con amioplasia es bueno. La terapéutica intensiva en los años de desarrollo incluye fisioterapia, terapia ocupacional, y múltiples procedimientos ortopédicos. En la mayoría de los casos, el tratamiento se requiere por años, pero casi 2/3 de los niños afectados con capaces de caminar, eventualmente, con o sin asistencia, e ir a la escuela. La mayoría puede leer y escribir a un nivel comparable al de sus compañeros.